# Émilie et le Crayon magique

Émilie et le crayon magique est un roman de littérature d'enfance et de jeunesse écrit par Henriette Bichonnier.
Publié en 1979 dans la collection Bouteille à l'encre aux éditions Hachette en grand format, puis en poche jeunesse en 1983, il a été réédité régulièrement dans les nouvelles versions éditoriales du Livre de Poche Jeunesse (narrateur : Jean Jacque). 

## Distinctions
- Prix Bernard Versele 1983 : mention 5-8 ans[1]